# Richard Wright (hudebník)
Richard William „Rick“ Wright (28. července 1943, Hatch End, Middlesex – 15. září 2008, Londýn) byl britský klávesista a pianista známý především svým působením ve skupině Pink Floyd.
I když nebyl tak plodným skladatelem jako jeho spoluhráči Syd Barrett, Roger Waters a David Gilmour, napsal významné hudební party pro klasická alba Pink Floyd jako Meddle, The Dark Side of the Moon, Wish You Were Here a The Division Bell. Wrightův způsob hry na klávesy obohacoval a oživoval charakteristický zvuk skupiny Pink Floyd. Wright také často zpíval sbory a příležitostně i sóla na koncertech a při práci se skupinou Pink Floyd ve studiu (nejznámější jsou jeho sóla ve skladbách „Time“, „Echoes“ a na Barretově kompozici „Astronomy Domine“). Wright zemřel na rakovinu ve věku 65 let.

## Biografie

### Mládí a kariéra do roku 1983
Richard Wright vystudoval Haberdashers' Aske's Boys' School a Regent Street Polytechnic College of Architecture, kde poznal své budoucí spoluhráče Rogera Waterse a Nicka Masona. Wright se v roce 1964 stal zakládajícím členem hudební skupiny The Pink Floyd Sound. Předtím hrál i v kapelách Sigma 6 a The (Screaming) Abdabs, ze kterých se The Pink Floyd Sound vyvinuli.
Během počátků kapely Pink Floyd byl Wright jedním z hlavních skladatelů ve skupině (i když ne takovým, jako byl Syd Barrett, hlavní skladatel kapely a její frontman), během let 1967–1968 napsal a nazpíval několik vlastních skladeb. Ačkoliv není uveden na přebalu alba The Piper at the Gates of Dawn jako zpěvák, zpíval v Barrettových skladbách „Astronomy Domine“ a „Matilda Mother“ a působil jako vokalista v „Scarecrow“ a „Chapter 24“. Mezi jeho první kompozice patří písně „Remember a Day“ (album A Saucerful of Secrets), „Paintbox“ (B strana singlu „Apples and Oranges“) a „It Would Be So Nice“ (singl). Vzhledem k tomu, že se zvuk kapely a její cíle vyvíjely, Wright se přestal zajímat o skládání písní a primárně se zaměřil na svoje charakteristické příspěvky do rozsáhlých instrumentálních kompozic („Interstellar Overdrive“, „A Saucerful of Secrets“, „Careful with That Axe, Eugene“ nebo „One of These Days“) a k filmové hudbě (Soundtrack from the Film More, Zabriskie Point a Obscured by Clouds). Zásadně se rovněž podílel na dlouhých, epických kompozicích Pink Floyd jako jsou „Atom Heart Mother“, „Echoes“ (zde zpíval rovněž hlavní vokály) a „Shine On You Crazy Diamond“. Známé jsou také jeho skladby „The Great Gig in the Sky“ a „Us and Them“ z alba The Dark Side of the Moon (1973). Na tomto albu se také podílel na písních „Breathe“ a „Time“, kde zpíval společně s Davidem Gilmourem.
V září 1978 vydal Wright své první sólové album, Wet Dream, které ale nedosáhlo většího komerčního úspěchu. Kvůli osobním problémům a stupňujícímu se nepřátelství s Rogerem Watersem byl nucen opustit kapelu na podzim 1979 během nahrávání alba The Wall. Nicméně Wright hrál s kapelou Pink Floyd během následujícího turné The Wall Live v letech 1980–1981 jako najatý hudebník. Byl tak jediným „členem“ kapely, který na turné finančně vydělal, neboť zbývající hráči z Pink Floyd (Waters, Gilmour a Mason) museli doplatit ztráty z koncertů. Rick Wright rovněž nebyl pozván na premiéru filmové verze alba The Wall v roce 1982. Jediné album Pink Floyd bez Wrighta, The Final Cut, bylo vydáno v roce 1983.

### Hudební kariéra od roku 1983
V roce 1984 založil Wright s Davem Harrisem skupinu Zee. Podepsali smlouvu s Harvest Records a vydali jediné album Identity, které však nebylo úspěšné ani prodejně a ani u kritiků.
Ke kapele Pink Floyd se Wright připojil poté, co Waters opustil skupinu v roce 1985. Kvůli smlouvě o svém odchodu z kapely ze začátku 80. let se nestal přímým členem, ale opět najatým hráčem (album A Momentary Lapse of Reason vydané 1987). Na světovém turné a živém záznamu z něj (album Delicate Sound of Thunder, 1988) již byl uveden jako řádný člen kapely. Na albu The Division Bell z roku 1994 se podílel spoluautorstvím na pěti skladbách, přičemž na „Wearing the Inside Out“ (hudebně čistě Wrightova píseň, text od Anthonyho Moora) zazpíval hlavní vokály. Během roku 1994 účinkoval i na posledním turné Pink Floyd (audio- i videozáznam vyšly pod názvem Pulse).
V roce 1996, inspirován úspěchem The Division Bell, vydal Wright své druhé sólové album s názvem Broken China (zazpívala na něm i Sinéad O'Connor).
V lednu 2002 hrál s Davidem Gilmourem na několika poloakustických koncertech v Londýně a Paříži.
2. července 2005 zahráli Wright, Gilmour a Mason společně s Rogerem Watersem (první společné vystoupení od roku 1981) krátký koncert v londýnském Hyde Parku v rámci celosvětové série koncertů Live 8.
V listopadu 2005 se Wright podrobil operaci na odstranění šedého zákalu a kvůli tomu se nemohl zúčastnit uvedení Pink Floyd do UK Music Hall of Fame (Britské hudební síně slávy). Přítomni byli pouze Gilmour a Mason, protože Roger Waters tehdy pobýval v Římě (kvůli zkouškám své opery Ça Ira) a byl spojen pomocí videopřenosu.
Rick Wright se podílel klávesovými party a vokály také na posledním sólovém albu Davida Gilmoura On an Island (2006). Zúčastnil se rovněž i navazujícího turné po Evropě a Severní Americe. Odmítl Watersovu a Masonovu nabídku, aby zahrál na Watersově turné The Dark Side of the Moon Live (2006) z důvodu práce na novém albu, které mělo vyjít v roce 2008.
Wrightovy klávesové nahrávky z let 1993 a 1994, jež pochází z nahrávacích frekvencí pro The Division Bell a které byly součástí nepoužitého materiálu, se v roce 2014 staly součástí alba Pink Floyd The Endless River. Tuto desku Nick Mason označil za poctu Ricku Wrightovi.

### Osobní život
Jeho první ženou byla Juliette Gale, kterou si vzal v roce 1964. Spolu měli dvě děti (dceru Galu a syna Jamieho) a rozvedli se v roce 1982. Druhou ženu, Franku, si vzal v roce 1984, rozvedli se v roce 1994. Millie, svou třetí ženu, si Wright vzal v roce 1996 (věnoval jí své druhé sólové album Broken China). Jejich jediné dítě se jmenuje Ben.
V roce 1996 se Wrightova dcera Gala vdala za Guye Pratta, studiového hudebníka, který hrál po odchodu Rogera Waterse se skupinou Pink Floyd na baskytaru.

### Úmrtí
Rick Wright zemřel ve věku 65 let 15. září 2008 ve svém domě v Británii na blíže nespecifikovaný typ rakoviny. Před svou smrtí pracoval na novém sólovém albu, které zamýšlel jako sérii instrumentálních skladeb.

## Používané hudební nástroje
V počátcích skupiny hrál Wright na žesťové nástroje. Poté je vyměnil za varhany Farfisa, které se staly jeho hlavním nástrojem na koncertech (ve studiu k nim přidal Hammondovy varhany a klavír). Během krátkého období v roce 1969 použil Wright také v několika skladbách vibrafon a v písni „Biding My Time“ se na chvíli vrátil k žesťům, neboť v ní hrál na pozoun. Později (od té doby, co byla skladba „Echoes“ zařazena do koncertního repertoáru skupiny) začal používat Hammondovy varhany a klavír i na živých vystoupeních .
Během „klasického“ období Pink Floyd, v 70. letech (alba The Dark Side of the Moon, Wish You Were Here, Animals a The Wall), ustoupily varhany Farfisa do pozadí a Wright se zaměřil na elektrická piana Fender Rhodes, Wurlitzer a Hohner a syntezátory VCS 3, Minimoog, ARP String Ensemble a Prophet 5.
Od roku 1987 hrál Wright na digitální syntezátory Kurzweil a své oblíbené Hammondovy varhany C-3. Na Gilmourově turné „On an Island“ v roce 2006 používal i varhany Farfisa.

## Diskografie

### Sólová diskografie
- Wet Dream (1978)
- Broken China (1996)

### S Pink Floyd
- viz diskografie Pink Floyd v letech 1967–1981 a od roku 1987

### Se Sydem Barrettem
- Barrett (1970)

### Se skupinou Zee
- Identity (1984)

### S Davidem Gilmourem
- David Gilmour in Concert (2002, live DVD)
- On an Island (2006)
- Remember That Night (2007, live DVD)
- Live in Gdańsk (2008, live CD a DVD)